# Christian Gmelin
Pour les articles homonymes, voir Gmelin.
Christian Gottlieb Gmelin, né le 12 octobre 1792 et mort le 13 mai 1860, est un chimiste wurtembergeois.

## Biographie
Gmelin est professeur de chimie et de pharmacie à l'université de Tübingen. En 1828, il est l'un des premiers à fabriquer artificiellement du colorant bleu outremer.
On lui doit l'analyse et la description de la fayalite.